# Simplício Mendes
Simplício Mendes is een gemeente in de Braziliaanse deelstaat Piauí. De gemeente telt 11.886 inwoners (schatting 2009).

## Verkeer en vervoer
De plaats ligt aan de radiale snelweg BR-020 tussen Brasilia en Fortaleza. Daarnaast ligt ze aan de wegen PI-143, PI-245 en PI-249.